# Kazimierz Schiele
Kazimierz Schiele (ur. 27 września 1890 w Warszawie, zm. 16 maja 1956 w Zakopanem) – taternik, alpinista, narciarz, działacz turystyczny, inżynier mechanik, brat bliźniak Aleksandra Schielego.

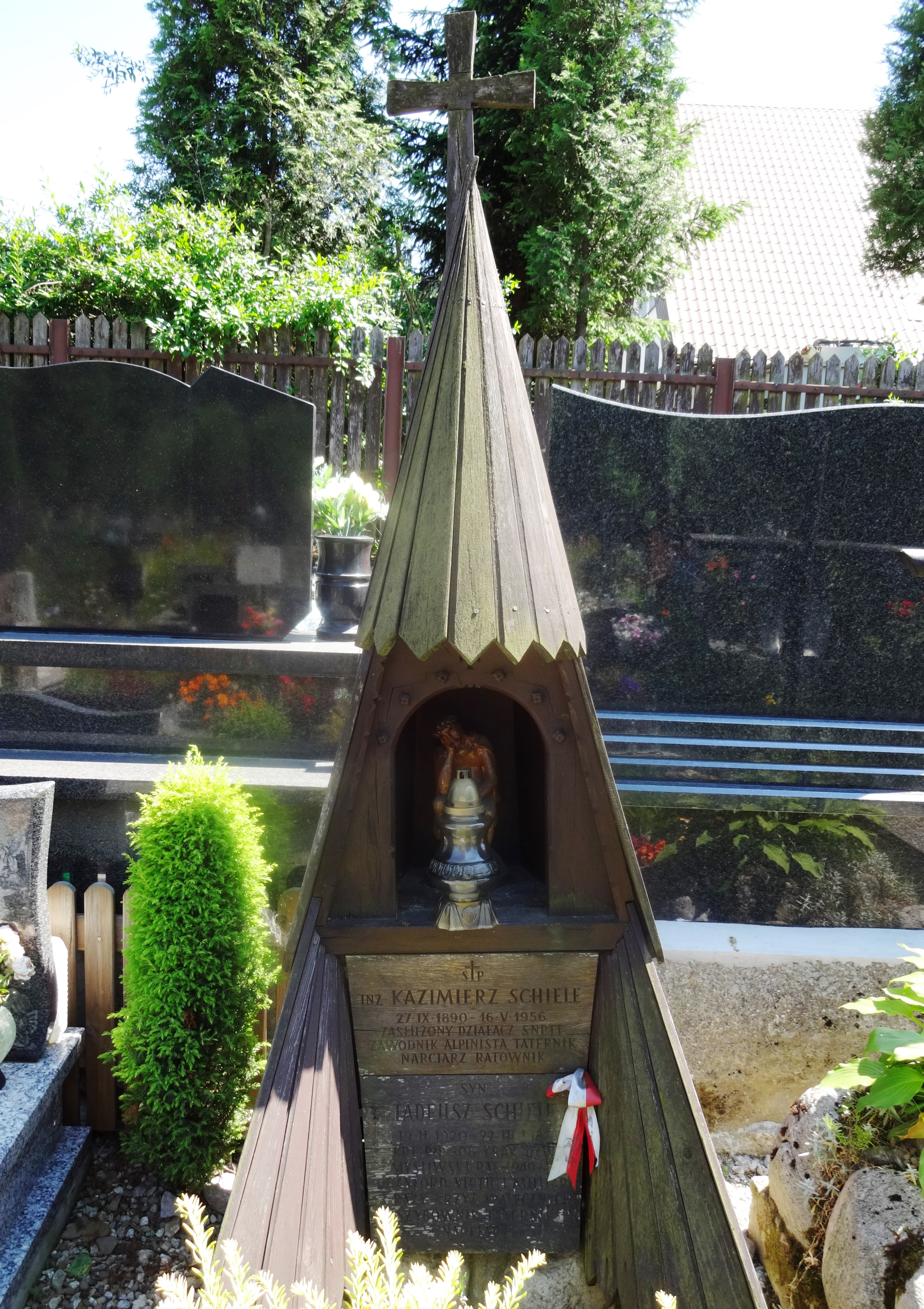
Grób Kazimierza i Tadeusza Schiele
na Nowym Cmentarzu w Zakopanem

## Życiorys
Ukończył Politechnikę Wiedeńską w 1917. Od 1905 roku uprawiał taternictwo, w młodości dokonując przejścia szeregu nowych dróg. W początkowym okresie działalności towarzyszyli mu zazwyczaj brat oraz przewodnicy: Klemens Bachleda, Wojciech Tylka Suleja czy Jędrzej Marusarz Jarząbek. Do jego największych osiągnięć należy pierwsze wejście północno-zachodnią ścianą Małej Buczynowej Turni (1911, z bratem i Aleksandrem Znamięckim).
Należał do Sekcji Turystycznej Towarzystwa Tatrzańskiego (od 1908) i jej następcy, Klubu Wysokogórskiego, a także Tatrzańskiego Ochotniczego Pogotowia Ratunkowego.
Na nartach jeździł początkowo od 1910 w Alpach i Karpatach. Od 1912 przez 25 lat startował w zawodach narciarskich i zdobył w nich wiele nagród. Jednym z jego największych osiągnięć narciarskich było przebycie w 1926 w ciągu jednego dnia wspólnie z Henrykiem Bednarskim pętli z Zakopanego przez Halę Goryczkową, Kasprowy Wierch, Zawory, Wrota Chałubińskiego, Morskie Oko, Opalone, Dolinę Pięciu Stawów Polskich i Zawrat. Wychowankiem Schielego był Bronisław Czech.
Schiele działał na rzecz popularyzacji narciarstwa w Sekcji Narciarskiej Polskiego Towarzystwa Tatrzańskiego i w Polskim Związku Narciarskim. Został odznaczony honorowym członkostwem Sekcji Narciarskiej PTT i tytułem honorowego instruktora PZN.
Po ukończeniu I wojny światowej służył w Kompanii Wysokogórskiej w Zakopanem. Następnie przez niemal 20 lat był prezesem Sekcji Narciarskiej PTT w Zakopanem, pracował też jako instruktor narciarstwa i sędzia zawodów narciarskich. Wraz z bratem prowadził wytwórnię nart Bracia Schiele i Spółka. Przed II wojną światową pomagał zaopatrywać na zimę schroniska na Równi Starorobociańskiej i na Hali Pysznej oraz znakować tatrzańskie szlaki narciarskie.
Po zderzeniu ze zjeżdżającym narciarzem na Kasprowym Wierchu w 1949 został inwalidą. Do tej pory pracował nadal w wytwórni nart, która po wojnie została upaństwowiona.
Miał syna Tadeusza Schielego i córkę Danutę Schiele-Semadeni.
Został pochowany na Nowym Cmentarzu w Zakopanem (sektor F3-2-22).

## Ordery i odznaczenia
- Złoty Krzyż Zasługi (19 marca 1931)[2]